# Alfredo Costa
Alfredo Costa (Buenos Aires; 12 de abril de 1921-12 de marzo de 1989) fue un futbolista argentino naturalizado mexicano que jugó como centrocampista. Con el León FC ganó tres veces el campeonato mexicano de fútbol a finales de los años 1940 y principios de los 1950.

## Palmarés

### Títulos nacionales
| Título               | Equipo          | País      | Año     |
| -------------------- | --------------- | --------- | ------- |
| Segunda División     | Vélez Sársfield | Argentina | 1943    |
| Primera División     | León            | México    | 1947-48 |
| Campeón de Campeones | León            | México    | 1947-48 |
| Primera División     | León            | México    | 1948-49 |
| Copa México          | León            | México    | 1948-49 |
| Campeón de Campeones | León            | México    | 1948-49 |
| Primera División     | León            | México    | 1951-52 |